# Федерико Матиело
Федерико Матиело е италиански футболист, играещ като полузащитник за Ювентус.

## Кариера

### Ранни години
Матиело се присъединяват към младежката академия на Ювентус през 2009 г. Там той показва таланта си и прогреса му е налице. Също така е тренирал тенис и е печелил турнири, включително шампион на Италия U12.

### Ювентус
На 9 ноември 2014 г. прави дебют за мъжкия отбор на Ювентус в мач срещу Лацио, влизайки като резерва.